# Portanus sagittatus
Portanus sagittatus är en insektsart som beskrevs av Carvalho och Rodney Ramiro Cavichioli 2004. Portanus sagittatus ingår i släktet Portanus och familjen dvärgstritar. Inga underarter finns listade i Catalogue of Life.